# Fallout 3
Fallout 3 este un joc de acțiune role-playing dezvoltat de Bethesda Game Studios și publicat de Bethesda Softworks și ZeniMax Media. Este al treilea joc din seria Fallout și a fost lansat pe 28 octombrie 2008 în Statele Unite și pe 30 octombrie 2008 în Europa, Australia, Canada și Japonia pentru PC (calculator), PS3 și XBOX 360.
Acțiunea are loc în anul 2277, la 36 de ani de la evenimentele petrecute în Fallout 2 și, totodată, la 200 de ani după apocalipsa nucleară care a devastat „lumea jocului”, într-un viitor în care conflictele internaționale dintre Statele Unite și China au dus la un război Sino-American (război începând din 2077).
Personajul principal este la început un bebeluș, care mai târziu va trebui să evadeze din Vault 101. Pentru a-ți găsi tatăl, care de asemenea a evadat, treci prin nenumărate aventuri, căutări și romanțe.
Odată ce ai „scăpat” din Vault 101, poți alege dacă vei urma povestea jocului sau o vei mai lăsa pe mai târziu, putând găsi „aliați” pe drum care te vor urmări și ajuta, dar desigur, va trebui să îi echipezi. 